# Teresa Raquin
Pour les articles homonymes, voir Thérèse Raquin (homonymie).
Pour plus de détails, voir Fiche technique et Distribution.
Teresa Raquin est un film muet italien sorti en 1915, réalisé par Nino Martoglio. Il est inspiré du roman Thérèse Raquin d’Émile Zola.

## Fiche technique
- Réalisation : Nino Martoglio
- Scénario : Nino Martoglio d'après le roman d’Émile Zola
- Photographie : Lorenzo Romagnoli
- Société de production : Milano Films et Morgana Films
- Sociétés de distribution : Milano Films
- Pays de production :  Royaume d'Italie
- Langue originale : Muet
- Format : Noir et blanc - 1,33:1 - Format 35 mm
- Genre : Drame
- Durée : 34 minutes (937 m)
- Dates de sortie :  Royaume d'Italie : 1915

## Distribution
- Maria Carmi : Teresa Raquin
- Dillo Lombardi : Lorenzo
- Francesco Nicolosi-Puglisi : Camillo Raquin
- Giacinta Pezzana (it) : Madre di Camillo